# Hålldammen, Småland
Hålldammen är en sjö i Kalmar kommun i Småland och ingår i Ljungbyåns huvudavrinningsområde.